# Фёдоровка (Кетрисановская сельская община)
Фёдоровка (укр. Федорівка) — село в Кетрисановской сельской общине Кропивницкого района Кировоградской области Украины.
До 2020 года входило в Бобринецкий район
Население по переписи 2001 года составляло 129 человек. Почтовый индекс — 27230. Телефонный код — 5257. Занимает площадь 0,637 км². Код КОАТУУ — 3520887603.